# Sexred d'Essex
Sexred (també escrit Sexræd) va ser rei d'Essex, juntament als seus dos germans Saeward i un altre de nom desconegut, després del seu pare Saebert. La data aproximada del seu regnat va del 616 al 623.

El seu pare va acceptar en el seu reialme els missioners enviats pel papa Gregori el Gran i es va convertir al cristianisme, però Sexred va refusar renunciar a les seves creences i obertament va continuar practicant el culte als déus pagans. Quan va ser rei, ell i els seus germans van fer fora el bisbe Melitó. Segons narra Beda, el bisbe estava celebrant l'eucaristia i li van dir: «Per què no ens ofereixes el pa blanc que donaves al nostre pare, el mateix que dones a la gent del poble?» Melitó els va respondre que si es batejaven en tindrien però si no, no els faria cap bé. Ells van replicar que no els calia rentar-se ni refrescar-se. I així van continuar insistint al bisbe perquè els donés el pa sagrat igual com als altres però ell s'hi negava cada vegada. Al final es van enfadar i li van dir que marxés per sempre del seu reialme. No gaire després, es va produir un enfrontament armat contra els saxons de l'oest en el qual gairebé tot l'exèrcit d'Essex va acabar destruït i els tres germans van perdre la vida. Aquesta batalla, liderada en el bàndol contrari per Cynegils i Cwichelm, reis de Wessex, va passar vers l'any 626.
Després d'això el tron el va assumir Sigeberht el Petit.